# آرامگاه شاه رضا کیا سلطان
بقعه شاه رضا کیا سلطان مربوط به سدهٔ ۹ ه.ق است و در شهرستان نور، بخش مرکزی، دهستان ناتل کنار علیا واقع شده و این اثر در تاریخ ۱۰ مهر ۱۳۸۰ با شمارهٔ ثبت ۴۱۷۹ به‌عنوان یکی از آثار ملی ایران به ثبت رسیده است.